# Joseph Schubert
Joseph Schubert, scris uneori Iosif Schubert, (n. 6 iulie 1890, București, România – d. 4 aprilie 1969, München, RFG) a fost un cleric romano-catolic din București, consacrat în clandestinitate ca episcop, administrator al Arhidiecezei de București, deținut politic. A fost arestat în 1951, la vârsta de 60 de ani, și ținut în închisoare 13 ani și jumătate. Din 1964 a stat timp de cinci ani cu domiciliu obligatoriu în Timișu de Sus. În 1969 i s-a permis plecarea din România, iar ultimele luni de viață le-a trăit la München, ca oaspete al cardinalului Julius Döpfner.

## Studii și slujire
Joseph Schubert s-a născut la București în data de 6 iulie 1890, din părinți de origine germană. A studiat în seminarul arhiepiscopal din București și la Universitatea din Innsbruck, unde a fost hirotonit preot în data de 15 iulie 1916. A activat în parohia Popești-Leordeni (1919-1924), iar apoi în parohia Karamurat (1925-1931), în prezent comuna Mihail Kogălniceanu din județul Constanța.
Joseph Schubert a îndeplinit în perioada 1932-1951 funcția de paroh al Catedralei „Sf. Iosif” din București. S-a remarcat ca promotor al virtuții, activ în centrele de formare din parohia sa bucureșteană. Tot la București a fondat centre de asistență socială pentru săraci, precum și revista „Buletinul Parohial”.

## Administrator apostolic și episcop
În data de 24 mai 1950 a fost numit administrator apostolic al Arhidiecezei de București. Gerald Patrick Aloysius O'Hara, arhiepiscop și pro-nunțiu apostolic în România, l-a consacrat episcop pe Joseph Schubert în Catedrala „Sf. Iosif” din București în data de 30 iunie 1950.
Nunțiatura Apostolică în România a fost închisă la 5 iulie 1950, iar ultimul diplomat, pro-nunțiul O'Hara, silit să părăsească țara.
În aceste condiții, în noaptea de 19 noiembrie 1950, episcopul Joseph Schubert l-a hirotonit episcop pe Alexandru Todea (viitor cardinal), în baptisteriul Catedralei „Sf. Iosif” din București.
Șeful Securității, generalul Gheorghe Pintilie, stabilise ca episcopul clandestin Iosif Schubert și alți clerici să fie arestați deja pe data de 18 decembrie 1950. Într-un raport al Securității se evidențiază că „totuși nu s-a trecut la reținerea lor, întrucât nu exista material suficient pentru a putea trece la cercetare”. Astfel s-au luat măsuri de către Direcția a 3-a să se strângă material suficient, ca să poată să fie reținuți și cercetați toți. Lui Schubert autoritățile comuniste i-au atribuit rolul unei „cârtițe” a Vaticanului în România.
În data de 17 februarie 1951 episcopul Schubert a fost arestat. Ulterior au fost arestați toți urmașii desemnați de el: Hieronymus Menges, Mathias Pojar, Johann Baltheiser și Xaveriu Heider.

## Detenția
După arestarea sa pe 17 februarie 1951 a fost judecat în lotul spionilor Vaticanului, alături de episcopii Augustin Pacha și Adalbert Boroș și de alți preoți și a fost condamnat la închisoare pe viață. A efectuat 14 ani de închisoare, trecând prin închisorile de la Sighet, Oradea (1954-1956), Aiud, Pitești (1957-1960), Dej și Gherla, fiind eliberat printre ultimii deținuți, la 4 august 1964. Nu i s-a permis să se întoarcă la București. 
Din 1964 până în 1969 a trăit cu domiciliu obligatoriu în localitatea Timișu de Sus din județul Brașov. La conducerea de facto a Arhidiecezei de București s-a aflat Francisc Augustin, un colaborator al Securității care descria situația Bisericii Catolice din România în mod favorabil, așa cum i se cerea din partea regimului. Episcopul Schubert a trăit retras la Timișu de Sus, ducând o viață de asceză și rugăciune, departe de privilegiile celor agreați de statul totalitar. În anul 1965 clericul Francisc Augustin a fost ales membru în Marea Adunare Națională.
Noua Ostpolitik, adică modificarea și flexibilizarea politicii Vaticanului față de Blocul Răsăritean după ce liderul sovietic Nikita Hrușciov începuse să promoveze ideea „coexistenței pașnice” a blocurilor, a avut loc în timpul pontificatelor papilor Ioan al XXIII-lea și Paul al VI-lea. Aceștia au mizat pe dialogul diplomatic, sperând ca astfel se vor crea facilități practice pentru viața religioasă și pentru normalizarea activității pastorale în statele comuniste.

## Eliberarea

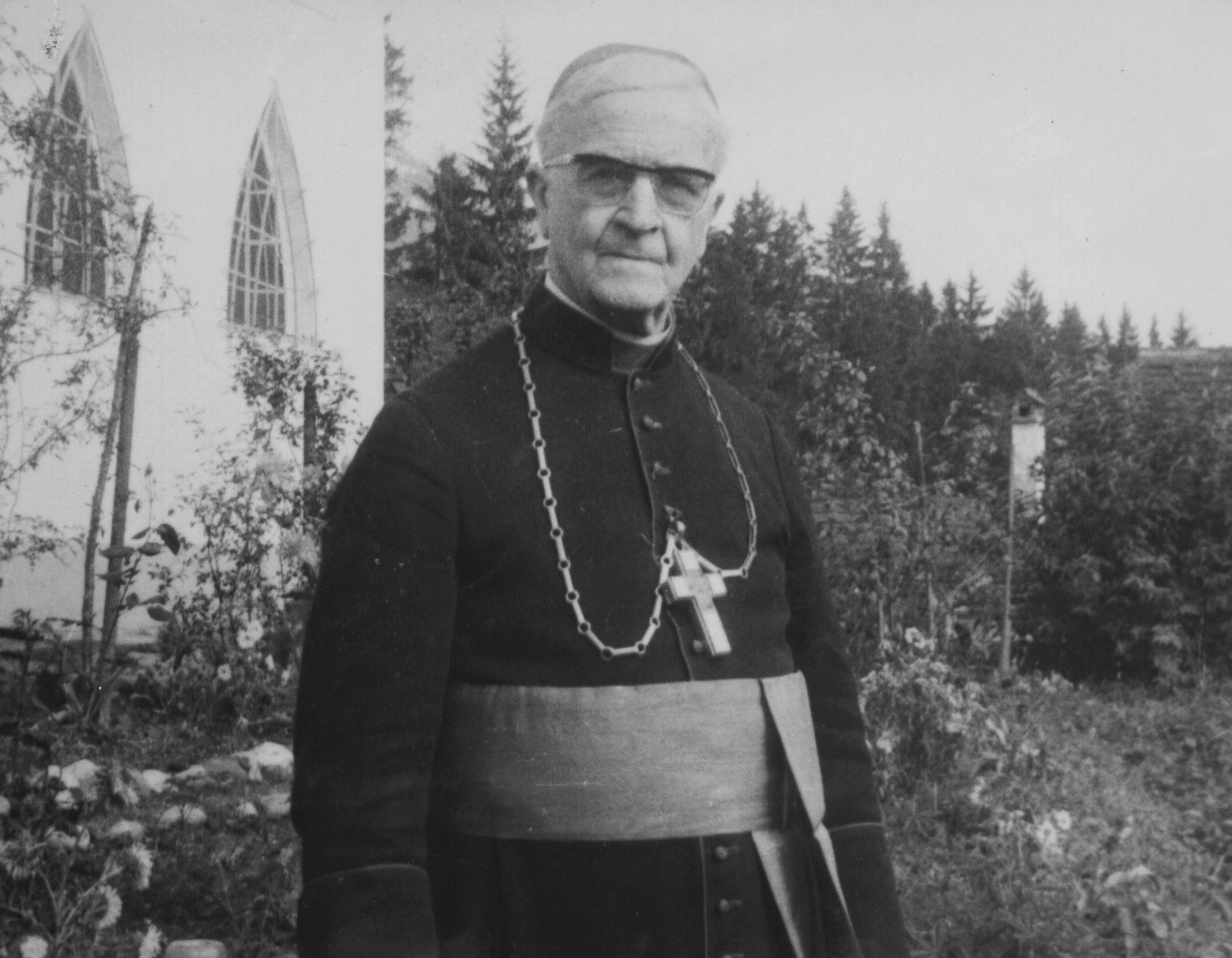
Joseph Schubert în domiciliu obligatoriu la Timișu de Sus (1968)

După ce Vaticanul a renunțat la excomunicarea comuniștilor și a simpatizanților lor (inclusiv a celor din rândurile clerului), martirii supravietuițori au devenit personaje stingheritoare pentru noua politică. Episcopul Joseph Schubert a primit la sfârșitul anilor 1960 un pașaport de plecare definitivă din România. Înainte de plecare episcopul Áron Márton de Alba Iulia l-a sfătuit să se deplaseze cât mai curând la Roma, pentru a-l informa pe papa Paul al VI-lea despre situația catolicilor din România. Episcopul Schubert a primit sfatul ca pe o mare datorie de conștiință.
La 24 ianuarie 1969, deja foarte bolnav, a plecat din România la München. În data de 8 februarie a ajuns la Roma. Acolo s-a întâlnit cu episcopul greco-catolic Vasile Cristea, cu monseniorul Pamfil Carnațiu de la Secretariatul de Stat al Sfântului Scaun, cu nunțiul extraordinar Agostino Casaroli, cu monseniorul Giusseppe Chelli și alte personalități ale Curiei Romane, cărora le-a făcut o amplă și amănunțită descriere a situației, cu oprire specială asupra Bisericii Române Unite. Urmărea cu tot dinadinsul să poată vorbi personal cu papa Paul al VI-lea. În 19 februarie 1969 s-a prezentat la audiența publică, ocazie cu care papa s-a interesat de soarta lui și i-a fixat audiență particulară pentru 22 februarie. Audiența a durat 45 de minute. El l-a rugat stăruitor pe papă ca sub nici un motiv să nu-i uite pe greco-catolicii din România și Biserica Română Unită, căci ar fi o gravă eroare istorică pentru care posteritatea ar acuza Sfântul Scaun cu mare asprime.
Totodată l-a rugat, ca recompensă și încurajare, să-i promoveze pe episcopul Iuliu Hossu din Biserica Română Unită cu Roma, Greco-Catolică și pe Márton Áron din Biserica Romano-Catolică, drept cardinali. Papa i-a exprimat episcopului Schubert recunoștință, mulțumiri și omagii pentru fidelitatea în credință și multă mângâiere pentru a putea suporta boala și oboseala.
S-a întors în Germania, unde a murit în data de 4 aprilie 1969, în ziua de Vinerea Mare. A fost înmormântat în cripta episcopilor din Domul din München, slujba funerară celebrând-o cardinalul Julius Döpfner în data de 9 aprilie 1969, în prezența nunțiului Corrado Bafile și a numeroși clerici romano-catolici exilați din România.

## Reabilitatea post-mortem
În anul 1991 unul din supraviețuitorii celor condamnați în „lotul spionilor Vaticanului”, Adalbert Boroș, a formulat o cerere de anulare a sentinței din 1951 și de reabilitare a celor condamnați. După numeroase tergiversări, justiția română a anulat în data de 19 martie 1997 sentința din 1951, episcopul Joseph Schubert numărându-se între cei reabilitați.